# Glaucó (escriptor)
Glaucó (en llatí Glaucon, en grec antic Γλαύκων "Glaukon") fou un escriptor grec, que va escriure principalment sobre l'obra d'Homer. El menciona Aristòtil (Poètica. 25) però alguns autors pensen que el passatge va ser un afegit més tardà i que Glaucó seria en realitat d'una època posterior a Aristòtil.